# Vieux (alcohol)

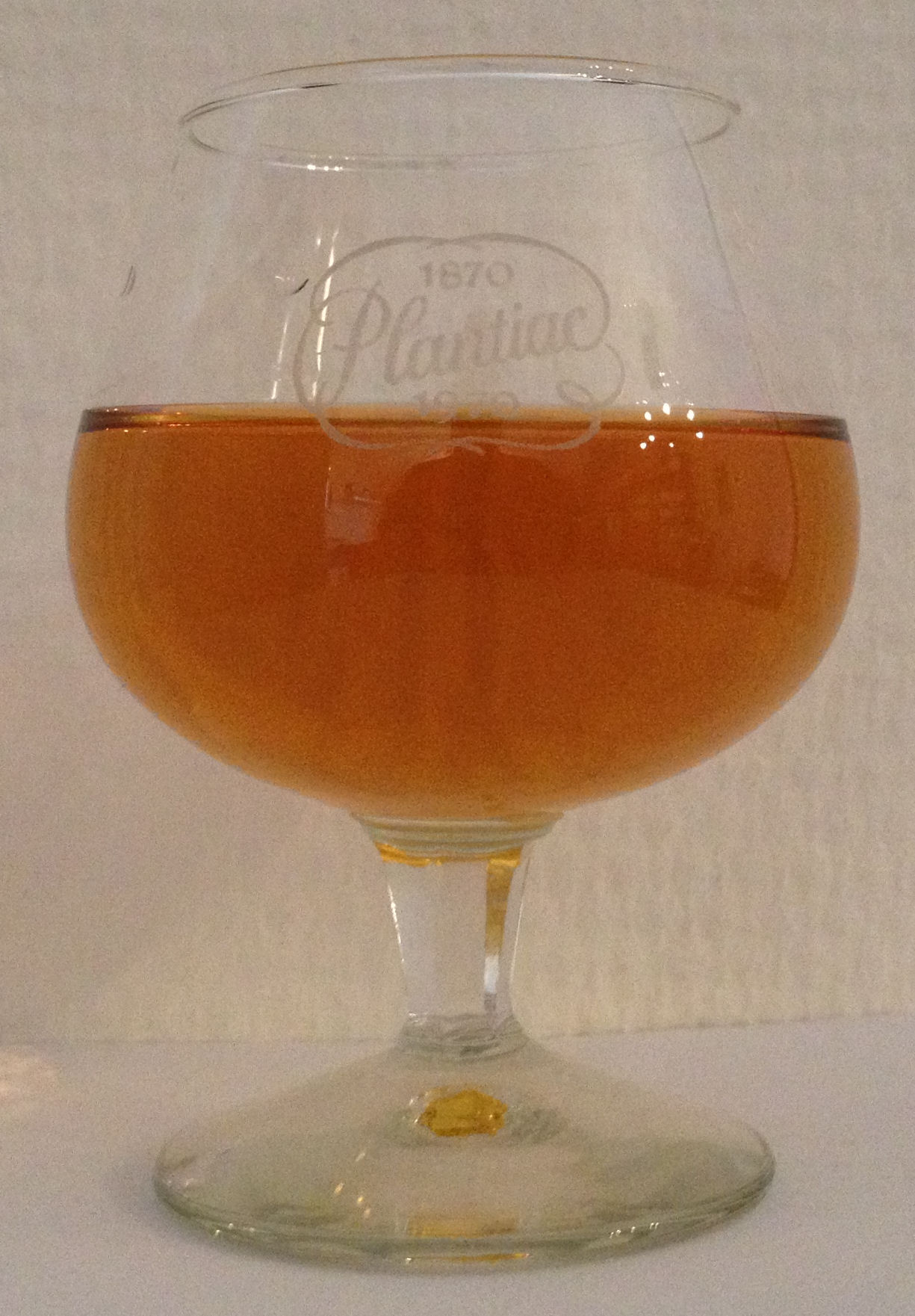
Plantiac vieux

Vieux is de Nederlandse imitatie van cognac. In de volksmond wordt het koetsierscognac (koetsiertje) of Hollandse cognac genoemd.
Vieux bestaat uit neutrale alcohol waaraan voor de smaak verschillende extracten worden toegevoegd en heeft afhankelijk van de kleuring met karamel een witte tot donkerbruine kleur. Het alcoholpercentage is minstens 35%. Vieux mag niet meer suiker bevatten dan 20 gram per liter.
Vieux werd tot de jaren 1960 onder de naam cognac verkocht. De etikettering van de flessen, compleet met halve maantjes en drie sterren, was een imitatie van de grote Franse merken. De fabrikanten verzonnen Franse namen of vertaalden hun naam. Onder druk van de Franse regering besloot Nederland de oorspronkelijke herkomstbenaming cognac te eerbiedigen. Onderling overleg van de distillateurs leidde tot de nieuwe soortnaam vieux, wat Frans is voor oud, een indirecte verwijzing naar de leeftijd van goede cognac en derhalve een woord dat veel fabrikanten al op hun etiketten vermeld hadden. Bovendien was het een duidelijk Frans woord dat geen grote uitspraakproblemen opleverde. De vrees dat nu geen cognac/vieux meer verkocht zou worden bleek ongegrond. De omzet, en daarmee het marktaandeel, steeg spectaculair. De toenemende populariteit van het mixen met cola heeft mogelijk aan het succes bijgedragen.